# Werner Steinhauser
Werner Steinhäuser (ur. 29 czerwca 1893, zm. 26 czerwca 1918) – as lotnictwa niemieckiego Luftstreitkräfte z 10 potwierdzonymi  zwycięstwami w I wojnie światowej.
Werner Steinhäuser w 1917 roku służył w FA(A) 261. W jednostce odniósł swoje pierwsze zwycięstwo powietrzne - razem z obserwatorem porucznikiem Exs, na południe od Reims zestrzeli balon obserwacyjny. Po przejściu szkolenia w  Jastaschule w grudniu 1917 roku został przydzielony do Jagdstaffel 11. Pierwsze zwycięstwo w nowej jednostce odniósł 13 stycznia, w okolicach Heudecourt zestrzelił kolejny balon obserwacyjny. 17 marca 1918 roku został ranny, do służby powrócił w maju. Ostatnie podwójne zwycięstwo powietrzne odniósł 9 czerwca. 26 czerwca pilotowany przez niego Fokker Dr.I został zestrzelony w okolicach Neuilly.